# ترخيص أخلاقي
الترخيص الأخلاقي أو الترخيص الذاتي هو مصطلح يستخدم في علم النفس الاجتماعي والتسويق لوصف مايحدث في العقل الباطن عندما تزيد الثقة والأمان لصورة الإنسان لذاته بانه يتمتع باخلاق حميدة، تجعله يميل إلى التصرف بثقه وبدون تردد غير آبه بالعواقب ما إذا تصرف بأسلوب غير اخلاقي. ببساطة، الترخيص الاخلاقي يحدث عندما نعطي لأنفسنا الرخصة للتصرف بشكل سلبي، وذلك بعد تصرف اخلاقي أو ايجابي سابق; على سبيل المثال، اختيار شراب الصودا ذو السعرات الحرارية الاقل يجعلنا نشعر بالرضا لتقبل الهمبرغر والبطاطا المقلية لاننا وبكل بساطة قللنا كمية السعرات الحرارية المستهلكة في وجبة هي في الاساس مشبعة بالدهون والكولسترول.
الترخيص الاخلاقي قد يكون له اثر سلبي على المجتمع، وذلك لكونه يساهم في تسهيل أو ترخيص بعض السلوكيات السلبية مثل التحيز العنصري والتمييز والأنانية وسوء العادات الغذائية والصحية، والإفراط في استهلاك الطاقة.

## التعاريف
الباحثين (أوزما خان) و (رافي دهار) وصفوا هذه الظاهرة على النحو التالي:
مترجمة من اقتباس للباحثين:

 
أثر الترخيص الأخلاقي هو اثر يأتي من اللاوعي و يعمل من خلال توفير دفعة معنوية أخلاقية للذات الإنسانية، مما يزيد من نسبة حدوث سلوك غير اخلاقي مرتبط بالسلوك الاخلاقي السابق له.

 

 
الافعال أو السلوكيات الايجابية تعطي دفعه معنوية للرضا على النفس، وبهذا ترخص النفس لنفسها بأن تتصرف كما يحلو لها... الترخيص الاخلاقي قد يعمل من خلال تعبير الإنسان عن نفسه بانه مستقيم اخلاقياً، مما يقلل من جلد الذات لديه.
وبالمثل، آنا ميريت وزملائها اوضحوا أن:
الافعال والسلوكيات الماضية قد تشجع الأفراد على الانخراط في سلوكيات وافعال غير أخلاقية، والتي بدونها تجدهم يتجنبون الانخراط في هكذا افعال أو سلوكيات لخوفهم من الشعور بالذنب أو الظهور امام الناس بشكل غير أخلاقي."

## أمثلة
وتشير البحوث إلى أن الترخيص الاخلاقي يؤثر على منظومة التنظيم الاخلاقي والسلوك الفردي لدى الإنسان في أكثر من سياق، على سبيل المثال، يمكن أن تؤثر على سلوك الناس عند الشراء، أو ارائهم السياسية، أو اعطاء الصدقة والتبرع للجمعيات الخيرية، أو استهلاك الطاقة في المنزل، أو التوظيف، المواقف العنصرية، أو استهلاك الكحول، أو الإكثار من استخدام المكملات الغذائية. الكاتب الصحفي في واشنطن بوست (مايكل روزنولد) بعض الأمثلة ذات العلاقة التي ينتهجها الإنسان بشكل يومي: 
مترجمة من اقتباس للكاتب:

 
نحن نشرب الكولا الدايت مع برجر بطاطا مقلية من ماكدونالدز. نذهب إلى نادي الألعاب الرياضية الذي يقع في الطابق الثاني وبدلاً من استخدام الدرج. نقوم بتركيب سخانات المياه التي تستهلك اقل طاقة، لكننا نزيد من مدة الاستحمام! نحضر ندوات وخطابات (آل غور) عن الاحتباس الحراري بواسطة سيارت الدفع الرباعي.
 

### تناول المكملات الغذائية وعلاقتها  بالسلوك الغير صحي
دراسة نشرت في 2011 من قبل باحثين في تايوان وجدت أن الأشخاص الذين يتناولون الفيتامينات أو المكملات الغذائية، خصوصا أولئك الذين يعتقدون أنهم يتلقون فوائد صحية كبيرة من تناولهم لها، هم أكثر عرضه من غيرهم للانخراط في أنشطة غير صحية لاحقاً. تم تقسيم المشاركين في الدراسة إلى مجموعتين، وتم توزيع حبوب وهمية على الجميع (غالباً تكون حبوب تحتوي على مادة السكر فقط)؛ تم إخطار المجموعة الأولى ان الحبوب لا تحتوي على مكمل غذائي وانها حبوب وهمية ليس لها فائدة. أما المجموعة الثانية فقيل لها أن الحبوب تحتوي على مكملات غذائية (فيتامينات). أظهرت نتائج الدراسة أن المجموعة التي اعتقدت أنها تلقت الفيتامينات مالت إلى تدخين المزيد من السجائر وكانت أكثر اعتقاداً بأنها تتمتع بصحة أفضل ومناعة اقوى مقارنة بالمجموعة الأخرى التي تم إخطارها ان الحبوب وهمية. المجموعة التي اعتقدت أنها تلقت الفيتامينات كانت ايضاً أقل ممارسة للرياضة  واقل اهتماماً لأختيار وجبات صحية، وكان لديها رغبة اعلى في الانخراط في سلوكيات وافعال فيها ضرر وخطورة كالإفراط في شرب الكحول.
 عموماً، فإن الدراسة تبين أن الأشخاص الذين يتناولون المكملات الغذائية قد يشعرون أن مجرد تناولها يعطيهم قوة صحية ومناعة ضد الامراض، وهذا يساهم في الاستمتاع بأنشطة أخرى دون أخذ الحيطة لمضارها الصحية. ايضاح الباحثين ادناه اقتابس مترجم:
"المدخنين الذين يتناولون المكملات الغذائية بأستطاعتهم خداع أنفسهم بضنية ان الفيتامينات قد تحميهم من أمراض السرطان أو أمراض أخرى. وبهذا نهيب جميع المدخنين الذين يههتمون بصحتهم ان تناول المكملات الغذائية (الفيتامينات) لا تمنع الإصابة بالسرطان، ولا تساعدهم على السيطرة على التدخين أو حتى تشجيعهم على التوقف عنه."

### القرارات الشرائية للمستهلكين
الباحثين (أوزما خان) و (رافي دهار) بحثوا في تأثير الترخيص الأخلاقي على قرارات المستهلكين فيما يتعلق بشراء السلع الفاخرة. وجدوا ان تفضيل شراء السلعة الفاخرة (الغالية) سيكون اعلى إذا سبقته سلوكيات أو قرارات سابقة مشبعة اخلاقياً للذات الإنسانية (عمل خارج دوام أو الانتهاء من تسليم مشروع كبير). في الدراسة التي قام بها الباحثين، تم الطلب من بعض المشاركين القيام بأختيار منظمة خيرية من المنظمات المعروضة يرغبون بالتطوع لديها لمدة 3 ساعات اسبوعياً. لاحقاً، لم يلزم هؤولاء المشاركين بالتطوع، لكن تم الطلب منهم بأن يتخيلوا انهم قاموا بهذا الفعل الخيري، ووجدوا انهم كانوا أكثر عرضة من غيرهم بمعدل الضعف لشراء سلع فخمة وغالية. وأشار الباحثيين إلى أن حدوث الترخيص الاخلاقي لايتطلب فعل خيري سابق، بل ان حتى تخيل قيام الشخص بهذا الفعل كافي لحدوثه!. أ

### استخدام الطاقة
تم تعليل وربط سببية ان مستخدمي الاجهزة أو المنتجات الموفرة للطاقة يزيدون من معدل استهلاكهم للطاقة بعد اقتنائها بـ أثر الترخيص الاخلاقي. اقتصادي الطاقة (لوكاس ديفيس) نشر دراسة تبين أنه بعد شراء غسالات جديدة بتقنيات عالية توفر الطاقة، زاد معدل غسل الملابس بما يقرب 6٪ في المئة. وقد اظهرت دراسات أخرى ان من لديهم اضاءة منزلية ذات تقنية لتوفير الطاقة يتركون الإضاءة تعمل لوقت أطول من استخدامهم للأضاءة التقليدية. ووجدوا ايضاً، ان من حول منزله إلى منزل ذو كفاءة عالية في توفير الطاقة لم يجد أي انخفاض في فواتير الكهرباء.

### الآراء السياسية والتحيز العنصري
دراسة من قبل مونين ودانيال إيفرون أظهرت أن الفرصة التي حصل عليها الناس لتأييد باراك أوباما خلال حملة الانتخابات الرئاسية لعام 2008 جعلت أنصاره أكثر تحيزاً للتعبير عن الآراء التي تفضل البيض على حساب الأمريكيين من أصل أفريقي. التأييد اعطى شعور للأنصار بأنهم ليسوا عنصريين، كيف لا وهم من صوت لفوز أوباما، هذا الشعور منحهم ترخيصاً اخلاقياً في وقت لاحق للأعرابب عن عنصريتهم لدى ترشح دونالد ترامب في 2016.

## وصلات خارجية
- rebound-effect
- Risk compensation
- Virtue signalling